# Flamanzi
Flamanzii (neerlandeză  Vlamingen) sunt poporul care trăiește în Flandra și vorbește limba neerlandeză; Flandra este o regiune istorică a Europei care astăzi formează în cea mai mare parte o comunitate lingvistic-teritorială a Belgiei (cu 6,23 milioane de locuitori, fie 62 % din populația totală a Belgiei), în timp ce mici părți aparțin Olandei (Flandra zelandeză) și Franței (Flandra franceză, în jurul orașului Dunkerque).

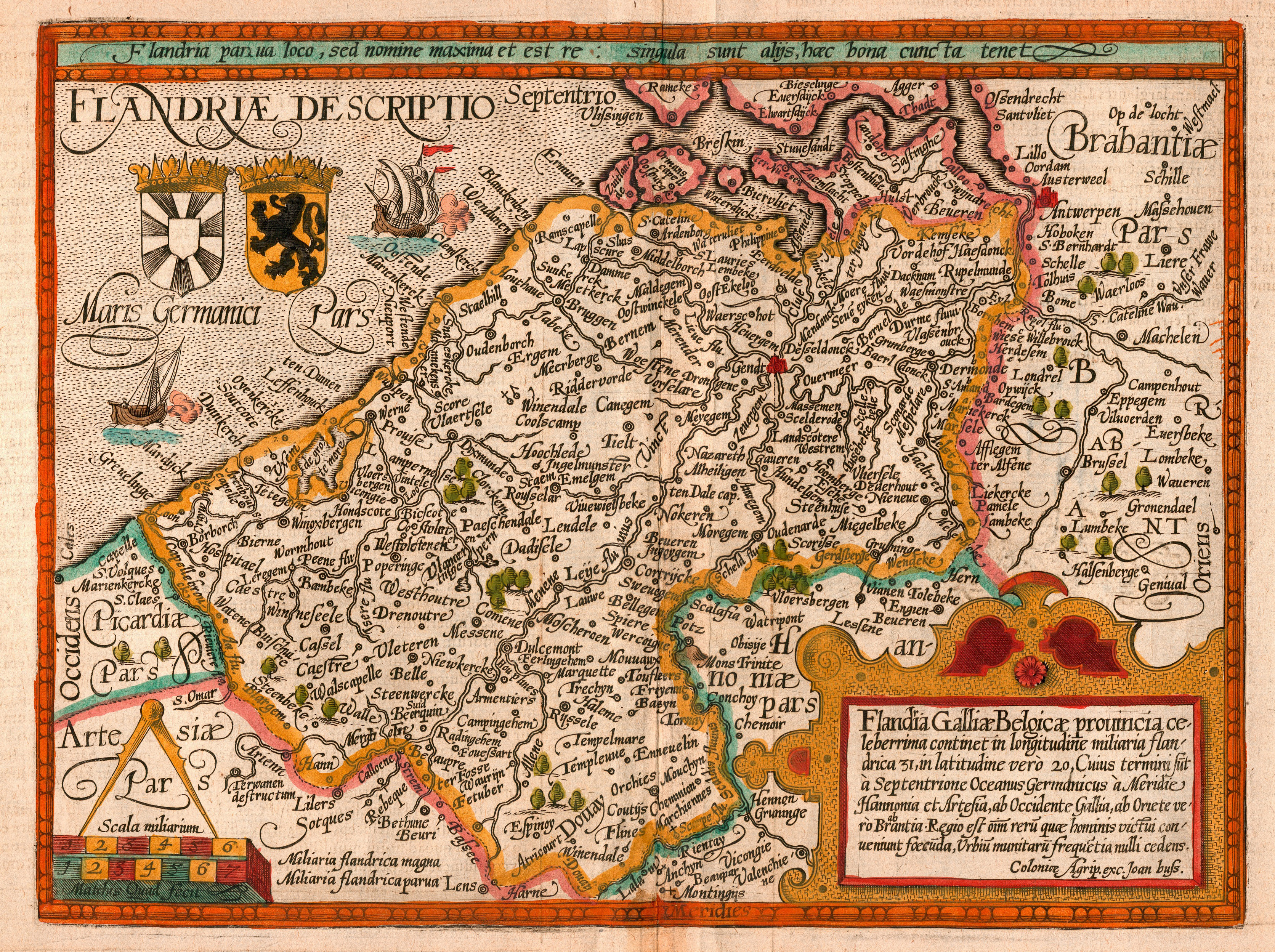
Flandra (ca. 1609)